# Pisco punch
Il pisco punch è un cocktail inventato da Duncan Nicol alla fine del XIX secolo, nel bar Bank Exchange a San Francisco, California, Stati Uniti d'America. Il Bank Exchange era localizzato all'angolo sud-est dell'intestazione delle vie Montgomery e Washington, nell'edificio Montgomery Block, dove attualmente si trova la Transamerica Pyramid. Dal 2024 fa parte della lista dei cocktail ufficialmente riconosciuti dall'IBA.

## Storia
Il pisco peruviano era disponibile a San Francisco sin dal decennio degli anni trenta del 1800, quando fu importato da commercianti che facevano commerci con le popolazioni della California.. Durante la febbre dell'oro della California del 1849, il pisco era già disponibile a San Francisco. 
Il Bank Exchange & Billiard Saloon serviva pisco, tra gli altri liquori, quando aprì nel 1853. Molti punch a base di pisco si preparavano nel Bank Exchange sotto una lunga successione di proprietari, che culminò nel 1893, con Duncan Nicol. Nicol fu l'ultimo proprietario del Bank Exchange finché il locale non fu costretto alla chiusura a causa della ley seca degli Stati Uniti del 1919. 
Duncan Nicol inventò una ricetta di pisco punch (punch di pisco) usando pisco peruviano, ananas, succo di limone, zucchero, gomma arabica e acqua distillata. Il punch era talmente forte che uno scrittore dell'epoca scrisse: «sa di limonata però ha l'effetto di un calcio di un toro selvaggio appena legato». Altri dicevano che «indurrebbe il più piccolo dei moscerini a lottare contro un elefante». Harold Ross, il fondatore della rivista The New Yorker scrisse nel 1937 che «ai vecchi tempi, a San Francisco, c'era una famosa bevanda chiamata Pisco Punch, fatto di pisco, un brandy peruano... che aveva il gusto di limonata però aveva l'effetto di una vodka, o peggio».